# 1-я Кубанская казачья дивизия (ВСЮР)
1-я Кубанская казачья дивизия — кавалерийское соединение в составе Добровольческой армии и ВСЮР.

## Первое формирование
Сформирована 5 (18) мая 1918 как 1-я Кубанская казачья бригада в составе 2-го и 3-го Сводных Кубанских конных полков и взвода артиллерии (2 орудия).
Во время Второго Кубанского похода 24 июля (7 августа) развернута в дивизию в следующем составе:
- 2-й и 3-й Сводные Кубанские конные полки
- 2-й Уманский конный полк
- 2-й Запорожский конный полк
- 1-й Кубанский конный полк
- 1-й и 2-й Хопёрские конные полки
- 2-й и 6-й Кубанские пластунские батальоны
- 1-й и 4-й Кубанские конно-артиллерийские дивизионы
- 3-я конная Кубанская батарея
- 1-я конно-горная Кубанская батарея

В июле — августе 1918 включала 2-е Уманский, Запорожский, Екатеринодарский и Линейный полки. 29 июля (12 августа) 1919 2-й Уманский полк передан в 4-ю Кубанскую казачью дивизию.
К сентябрю 1918 в дивизии насчитывалось 2986 шашек, 8 орудий и 12 пулемётов. В ноябре 1918 вошла в 1-й армейский корпус генерала Б. И. Казановича, в составе которого участвовала в боях на Северном Кавказе. После создания Кавказской Добровольческой армии вошла в 1-й конный корпус, в составе которого участвовала в разгроме 11-й и 12-й красных армий. 
После окончания кампании на Северном Кавказе в феврале была переброшена на Луганское направление, где до конца апреля участвовала в боях с частями 13-й и 8-й армий советского Южного фронта. В конце апреля 1919 переброшена на Маныч, где приняла участие в разгроме 10-й армии. 
В мае 1919 — январе 1920 действовала на Царицынском направлении. К 5 (18) октября 1919 (временно, без 2-го Черноморского полка, находившегося во 2-м Кубанском корпусе) насчитывала 741 штык, 584 сабли, 40 пулемётов и 4 орудия.
Осенью 1919 в состав дивизии входили: 
- 2-й и 3-й Сводные Кубанские казачьи полки
- 2-й Черноморский Кубанского казачьего войска полк
- 2-й Линейный Кубанского казачьего войска полк
- Кубанский гвардейский казачий дивизион
- стрелковый полк (с 1 (14) марта 1919; 741 штыков, 20 пулемётов)
- 1-й Кубанский казачий конно-артиллерийский дивизион (1-я (4 орудия) и 4-я (на укомплектовании) Кубанские казачьи конные батареи)

25 (7 ноября) октября в дивизию вошёл 1-й Таманский полк. С 11 (24) ноября 1919 включена в состав 4-го конного корпуса. Расформирована приказом от 6 (19) мая 1920.

### Начальники
- генерал-майор В. Л. Покровский — 5 (18) мая 1918 — 9 (22) января 1919
- генерал-майор В. В. Крыжановский — 9 (22) января — осень 1919

### Начальники штаба
- подполковник Ю. В. Сербин — с 24 июля (6 августа) 1918
- полковник И. А. Ребдев — с ноября 1918

### Командиры бригад
1-я: 
- полковник В. В. Крыжановский — до 9 (22) января 1919)
- полковник Захаров

2-я:
- генерал-майор В. А. Стопчанский
- полковник Д. Г. Галушко — 31 октября (13 ноября) 1918 — 12 (25) января 1919
- полковник В. Л. Малеванов — 12 (25) января — 6 (19) декабря 1919
- полковник Т. И. Остроухов — с 6 (19) декабря 1919

3-я: 
- полковник Т. И. Остроухов — 1 (14) октября 1918 — июнь 1919

## Второе формирование
В составе Русской армии Врангеля для действия в составе Группы войск особого назначения, предназначенной для высадки на Кубань, из Кубанской казачьей дивизии приказом от 7 (20) июня 1920 была сформирована 1-я Кубанская казачья дивизия в составе:
- Партизанский казачий полк
- Уманский казачий полк
- Запорожский казачий полк
- Корниловский конный полк
- 2-й конно-артиллерийский дивизион
- запасной полк

После неудачи Кубанского десанта 4 (17) сентября вошла в Конный корпус в следующем составе:
- Корниловский конный полк
- 1-й Лабинский казачий полк
- 1-й Линейный казачий полк
- 1-й Уманский казачий полк
- Кубанский сводный дивизион
- 1-я Кубанская казачья конная батарея
- 2-й конно-артиллерийский дивизион

В конце октября 1920 насчитывала свыше 1000 сабель. В ноябре вошла в Кубанский корпус.
После эвакуации из Крыма переименована в 1-ю Кубанскую конную дивизию, в состав которой вошли:
- 1-й, 2-й и 3-й Кубанские конные полки
- Горский конный дивизион
- 1-й конно-артиллерийский дивизион